# Dumitru Solomon
Dumitru Solomon (n. 14 decembrie 1932, Galați – d. 10 februarie 2003, București) a fost un dramaturg român, de asemenea eseist, cronicar dramatic, profesor de dramaturgie la Academia de Teatru și Film, de origine evreiască. Prietenii săi îl alintau Dolfi Solomon. A scris eseuri, romane și cronici teatrale.

## Biografie
Dumitru Solomon s-a născut în Galați în 1932. A urmat cursurile Colegiului „Gheorghe Roșca Codreanu” ,secția umanistă în Bârlad. În anul 1955, a obținut licența în filologie română la Facultatea de Limbă și Literatură Română a Universității din București cu o teză despre teatrul lui Camil Petrescu. Între 1955-1962, devine redactor al Gazetei literare, apoi șef de departament la Luceafărul, și ulterior director al revistei Teatrul, devenită după 1989 Teatrul azi, unde rămâne până la desființarea publicației în anul 1998, când Ministerul Culturii și-a retras sprijinul financiar. A devenit apoi director al revistei Scena, publicată între anii 1998-2001 de trustul Media Pro. A deținut o rubrică săptamânală în revista Dilema în care a radiografiat cu ironie și luciditate peisajul mass-mediei românești.

## Cariera literară
Dumitru Solomon a debutat în revista Viața Românească, în 1953. Primele sale piese sunt puternic marcate de influența teatrului de idei a lui Camil Petrescu sau a lui Henrik Ibsen. A scris de asemenea schițe și sketchuri umoristice pentru teatrul de televiziune. După 1990 se deschide influențelor teatrului de avangardă, teatrul lui devine mai experimentalist, mai apropiat de teatrul postmodern. Piesele sale sunt traduse în principalele limbi de circulație europeană și se joacă în teatre din România și din întreaga Europă.

## Selecție din opera sa literară
Volume
- Problema intelectualului în opera lui Camil Petrescu, eseu, ESPLA, 1958
- Dispariția (schiță dramatică), EPL, 1967
- Socrate, măști contemporane, schițe dramatice, Editura Eminescu, 1970
- Socrate, Platon, Diogene câinele, trei piese de teatru, Editura Eminescu, 1974
- Teatrul ca metaforă , eseuri si cronici teatrale, Editura Eminescu, 1976
- Fata morgana. Scene din viața unui bădăran, teatru, Editura Eminescu, 1978
- Scurtcircuit la creier, proză, Editura Albatros, 1978
- In unghi ascuțit, proza și teatru scurt, Editura Albatros, 1983
- Beția de cucută, teatru, Editura Eminescu, 1984
- Iluzia optică, teatru, Editura Cartea Românească, 1985
- Dialog interior, eseuri, Editura Eminescu, 1987
- Desene rupestre, proză, teatru scurt, Editura Albatros, 1985
- Transfer de personalitate, Editura Cartea Românească, 1990
- Oglindă, Editura Expansion, 1995
- Repetabila scenă a balconului, Editura Unitext, 1996
- Teatru. Antologie, Editura Unitext, 1997
- Miriam și nisipurile mișcătoare, Editura Hasefer, 2002
- Mihail Sebastian - Anii jurnalului. O sinteză scenică, Editura Hasefer, 2007

Piese de teatru
- Țara lui Abuliu, teatru
- Noțiunea de fericire, teatru
- Arma secretă a lui Arhimede, 2003
- Zăpezile de altădată, 2003

## Filmografie

### Producător
- Dincolo de barieră (1965) - redactor
- Golgota (1966) - redactor
- Gioconda fără surîs (1968) - redactor
- Vin cicliștii (1968) - redactor
- Castelul condamnaților (1970) - redactor
- Brigada Diverse intră în acțiune (1970) - producător delegat
- Serata (1971) - producător delegat
- Brigada Diverse în alertă! (1971) - producător delegat
- B.D. la munte și la mare (1971) - producător delegat
- Puterea și adevărul (1972) - producător delegat
- Drum în penumbră (1972) - producător delegat
- Adio dragă Nela (1972) - producător delegat
- Întoarcerea lui Magellan (1974) - producător delegat
- Zidul (1975) - producător delegat
- Operațiunea Monstrul (1976) - producător delegat
- Ultimele zile ale verii (1976) - producător delegat
- Întoarcerea lui Vodă Lăpușneanu (1980) - producător delegat
- Croaziera (1981) - producător delegat
- Ștefan Luchian (1981) - producător delegat
- Liniștea din adîncuri (1982) - producător delegat
- Bocet vesel (1984) - producător delegat
- Rîdeți ca-n viață (1985) - producător delegat
- Duminică în familie (1988) - producător delegat

### Scenarist
- Orașul văzut de sus (1975) - împreună cu Marcel Păruș
- Mitică Popescu (1984)

## Piese în versiune radiofonică
- Două schițe radiofonice: Consacrarea și Liftul. Regia artistică: Grigore Gonța. Înregistrare din anul 1967
- Șoseaua. Regia artistică: Dan Puican. Înregistrare din anul 1967
- Fantezie de vară. Regia artistică: Dan Puican. Înregistrare din anul 1975
- Arma secretă a lui Arhimede. Regia artistică: Silviu Jicman. Înregistrare din anul 1985
- Cele două privighetori. Regia artistică: Constantin Dinischiotu. Înregistrare din anul 1990
- Mihail Sebastian și jurnalul său (dramatizare radiofonică în patru părți disponibile aici: Partea 1, Partea a 2a, Partea a 3a, Partea a 4a). Regia artistică: Mihai Lungeanu. Înregistrare din anul 1999.
- Socrate (serial radiofonic; 6 episoade). Regia artistică: Mihai Lungeanu. Înregistrare din anul 2001
- Cine ajunge sus la fix. Regia artistică: Cristian Munteanu. Spectacol realizat în fluxul Dramaturgi români contemporani. Înregistrare din anul 2003
- Elogiul nebuniei. Regia artistică: Mihai Lungeanu. Spectacol realizat în fluxul Dramaturgi români contemporani. Înregistrare din anul 2007

## Afilieri și premii
A fost laureat al Premiului Academiei Române în 1978, al premiului Uniunii Scriitorilor și al Uniunii Scriitorilor din București în 1973, a primit premiul Uniter pentru cea mai bună piesă românească, Repetabila scenă a balconului (1995), și un premiu al Ministerului Culturii.